# Dussia foxii
Dussia foxii är en ärtväxtart som beskrevs av Velva Elaine Rudd. Dussia foxii ingår i släktet Dussia och familjen ärtväxter. IUCN kategoriserar arten globalt som sårbar. Inga underarter finns listade i Catalogue of Life.